# Кифри
Кифри (араб. كفري‎) — город на востоке Ирака, расположенный на территории мухафазы Дияла. Административный центр одноимённого округа.

## Географическое положение
Город находится в северной части мухафазы, в предгорьях западных склонов Загроса, на высоте 282 метров над уровнем моря.

Кифри расположен на расстоянии приблизительно 107 километров к северо-северо-востоку (NNE) от Баакубы, административного центра провинции и на расстоянии 148 километров к северо-северо-востоку от Багдада, столицы страны.

## Население
По данным последней официальной переписи 1965 года, население составляло 8 267 человек.
Динамика численности населения города по годам:
| 1965  | 2012   |
| ----- | ------ |
| 8 267 | 20 840 |